# Porkkala
59°59′00″N 24°26′00″Ø / 59.98333°N 24.43333°Ø
Porkkala (sv: Porkala) er en halvø i Den Finske Bugt i nærheden af Kirkkonummi (Kyrkslätt) i Sydfinland.
Halvøen havde en overgang stor strategisk værdi, da kystartilleri herfra kunne nå mere end halvvejs over Den Finske Bugt. Hvis den samme magt kontrollerede den estiske kyst på den modsatte side af bugten, kunne den blokere for adgangen ad søvejen mellem St. Petersborg og Østersøen.
Porkkala ligger desuden kun 30 km fra den finske hovedstad Helsinki, og en base tilhørende en fremmed magt dér kunne udøve et betydeligt tryk på den finske regering.
I dag er halvøens kyster populære områder for ornitologer om foråret, når de arktiske gæs og andre vandfugle er på træk.

## Historie
Ved våbenstilstanden i Moskva, som afsluttede fortsættelseskrigen mellem Sovjetunionen og Finland under 2. verdenskrig, sikrede Sovjetunionen sig ret til at leje Porkkala halvøen og anlægge en militærbase der. Porkkala blev dermed en erstatning for Hangö (Hanko), som Sovjetunionen havde lejet ved fredsafslutningen efter vinterkrigen – fredstraktaten i Moskva. Et stort område omkring halvøen omfattende en del af kommunerne Kirkkonummi, Siuntio og Ingå samt næsten hele Degerby blev lejet ud til Sovjetunionen fra den 10. februar 1947.
Allerede den 19. september 1944 var Porkkala halvøen blevet besat af Sovjetunionen, som straks underlagde den en militær kommandør, Neon Vasilyevich Antonov (1907 – 1948), som havde kommandoen over området indtil juni 1945.
Der blev ikke opbygget nogen civil sovjetisk administration i området, Sovjetunionen administrerede det gennem den militære kommandant i Porkkala, en post, som i en periode frem til 1. januar 1956 blev besat af Sergey Ivanovich Kabanov (1901 – 1973), den tidligere kommandør for Hangö flådebasen.
Selv om Sovjetunionen havde en 50-årig lejeaftale, blev det i 1955 aftalt, at området skulle leveres tilbage tidligere. Området blev givet tilbage til Finland i januar 1956. Dette kan tilskrives finlandiseringen og den teknologiske udvikling, som havde gjort kystartilleri forældet, samt opgøret med stalinismen og det faktum, at Finland holdt sig strengt neutralt og uden for NATO, var også betydningsfulde faktorer.
I dag ligger en af den finske flådes vigtigste flådebaser i Upinniemi ved Porkkala.